# Pyronia vernetensis
Pyronia vernetensis är en fjärilsart som beskrevs av Charles Oberthür 1937. Pyronia vernetensis ingår i släktet Pyronia och familjen praktfjärilar. Inga underarter finns listade.